# Teatro del Bosque de Berlín
El Teatro del Bosque de Berlín (Berliner Waldbühne), que anteriormente llevó el nombre de «Teatro Dietrich Eckart» en honor a un seguidor del nacionalsocialismo, es uno de los escenarios al aire libre más hermosos de Europa. Está localizado al oeste del Sitio Olímpico que se encuentra en el distrito de Westend, distrito de Charlottenburg-Wilmersdorf y tiene un aforo de 22.000 espectadores. Durante temporadas pico es visitado anualmente por más de 500.000 personas.

## Historia

### Durante el Tercer Reich

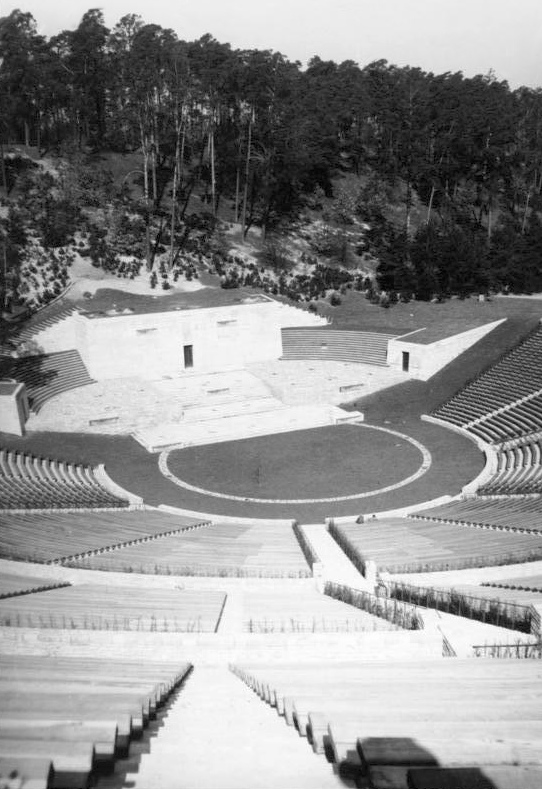
El Teatro Dietrich Eckart en 1939

El escenario al aire libre nació en 1939 con el nombre de Teatro Dietrich Eckart y su construcción se remonta hacia 1936 cuando fue emplazado en el campo deportivo Imperial como una extensión de este en un segmento de Murellenschlucht al lado sur final del campo Ruhleben, ello bajo la dirección del arquitecto Werner March, para lo cual tuvo influencia directa e inspiración del Teatro del Bosque de Grecia. La garganta consiste de una cuenca natural formada por un antiguo glacial y que integra las gradas donde se colocan los espectadores. Consta de tres niveles de gradas que ofrecen una perspectiva amplia del escenario. La influencia del teatro griego localizado en Epidauro es patente. Como una antigua arena que mantiene la perspectiva aun cuando las gradas se alejan más del escenario, lo cual redunda en un beneficio para la acústica. En el extremo este se ubica el complejo olímpico perteneciente a Maifeld el Langemarckhalle y la Torre Campanario. El plan original a solicitud del ministro de Propaganda del Reich Joseph Goebbels era de albergar a 100 000 personas. Durante los Juegos Olímpicos de 1936 tuvieron lugar una serie de eventos, incluyendo funciones de ópera, además de funcionar como sede de competiciones gimnásticas.

### En la posguerra

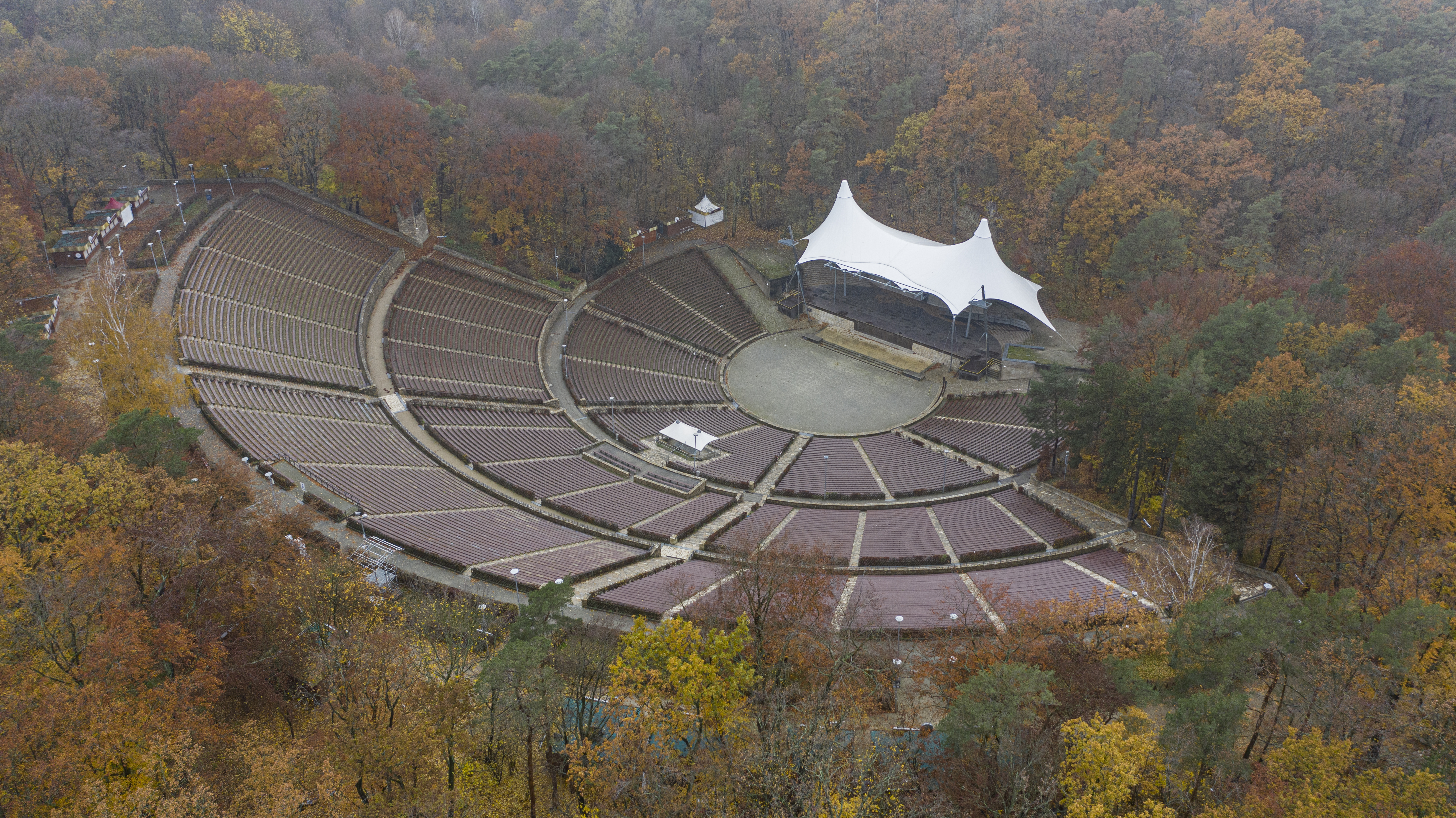

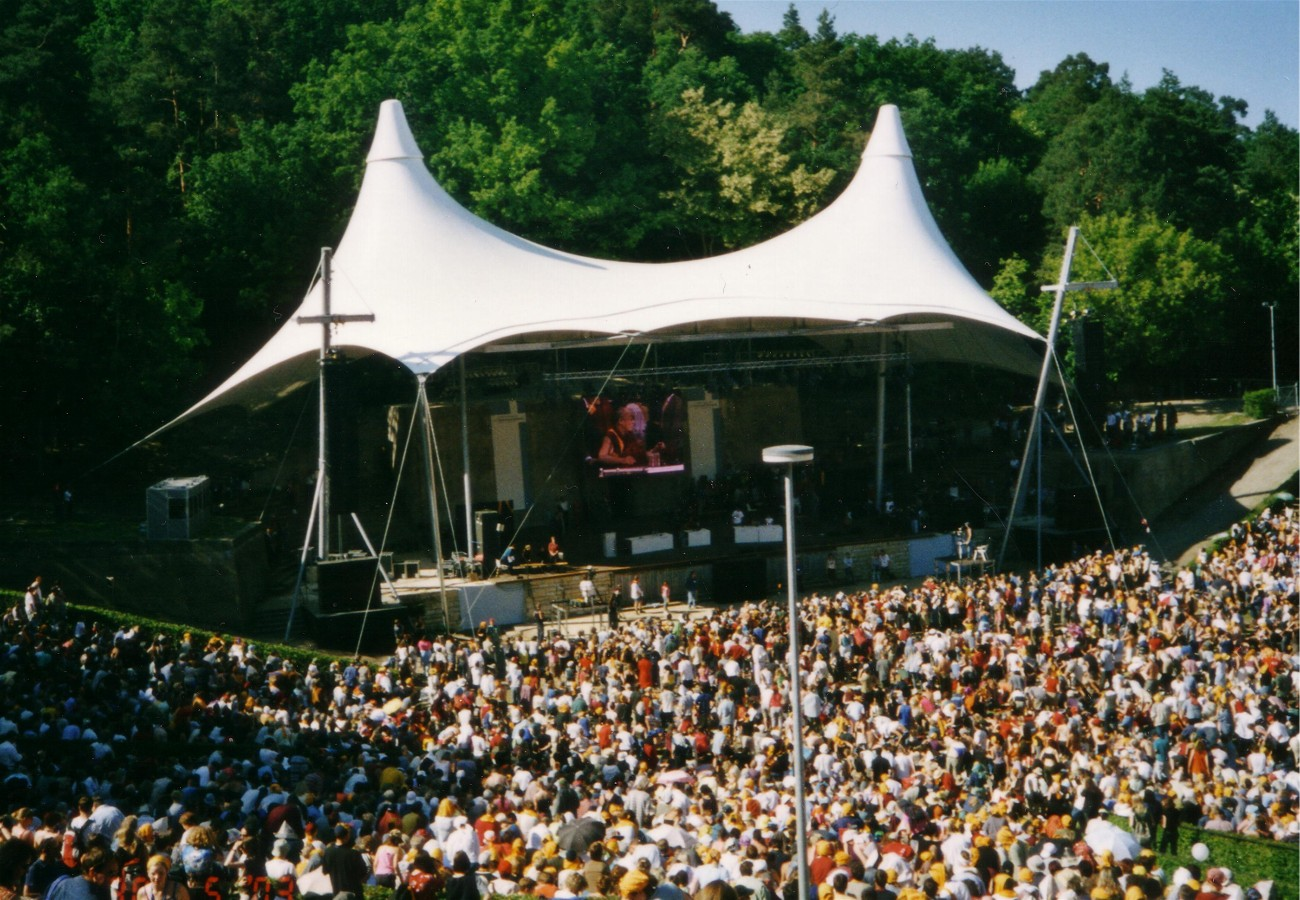
El Dalái lama celebrando su congreso ecuménico en el año 2003 en el Teatro del Bosque de Berlín.

Después de la Segunda Guerra Mundial el nombre cambió a Teatro del Bosque, inicialmente sirvió como cine al aire libre (incluyó exhibiciones dentro del Festival de Cine de Berlín), después para funciones de encuentros boxísticos. Para 1960 los daños que sufrió durante la guerra fueron reparados. 
A partir de 1961 fue utilizado como foro para conciertos de rock y presentación de solistas como Barbra Streisand.
Se realizan las temporadas de verano de la Orquesta Filarmónica de Berlín con los más importantes solistas clásicos tales como Renée Fleming, Claudio Abbado, Gustavo Dudamel, Plácido Domingo entre otros, pero también actuaciones de bandas de rock como Pearl Jam y The Rolling Stones .